# 111-101
111-101 или П-101 — советская типовая серия крупнопанельных жилых домов. Серия П-101 была разработана 53-м Центральным проектным институтом Министерства обороны СССР и предназначалась для обеспечения жильём военнослужащих.
На основе серии П-101 была разработана серия П-111.

## Характеристики

### Здание
Конструктивная схема здания — поперечные несущие стены. Наружные панели навесные керамзитобетонные. Перекрытия — сплошные железобетонные размером «на комнату».

### Коммуникации
Отопление, водоснабжение и канализация — централизованные. Кухни оснащены газовыми плитами. В подъезде есть мусоропровод, в 9-этажном доме — пассажирский лифт.

### Квартиры
На лестничной площадке дома расположены 4 квартиры. В составе серии запроектировано 2 основных типа блок-секций: с набором квартир 2-1-1-2 и с набором 3-2-2-3.
|                      | Общая площадь, м2 | Жилая площадь, м2 | Площадь кухни, м2 |
| -------------------- | ----------------- | ----------------- | ----------------- |
| 1-комнатная квартира | 34,3              | 16,2              | 8,7               |
| 2-комнатная квартира | 51-53,1           | 29,8-30,2         | 8,7               |
| 3-комнатная квартира | 68,5              | 39,7              | 10,4              |

### Типовые проекты
Здание серии 101 строились по следующим типовым проектам:
101-01: пятиэтажная блок-секция с широким корпусом с составом квартир 2-1-1-2 на 19 или 20 квартир;
101-02: пятиэтажная блок-секция с широким корпусом с составом квартир 3-2-2-3 на 19 или 20 квартир;
101-03: пятиэтажная блок-секция с составом квартир 2-1-1-2 на 19 или 20 квартир;
101-04: пятиэтажная блок-секция с составом квартир 3-2-2-3 на 19 или 20 квартир;
101-05: девятиэтажная блок-секция с широким корпусом с составом квартир 2-1-1-2 на 35 или 36 квартир;
101-06: девятиэтажная блок-секция с широким корпусом с составом квартир 3-2-2-3 на 35 или 36 квартир;
101-07: девятиэтажная блок-секция с составом квартир 2-1-1-2 на 35 или 36 квартир;
101-08: девятиэтажная блок-секция с составом квартир 3-2-2-3 на 35 или 36 квартир;
111-101-17, 111-101-17/86: пятиэтажный трёхподъездный жилой дом из двух секций 101-04 и одной секции 101-03 на 57-60 квартир;
111-101-18, 111-101-18/86: пятиэтажный четырёхподъездный жилой дом из двух секций 101-04 и двух секций 101-03 на 76-80 квартир;
111-101-19, 111-101-19/86: девятиэтажный трёхподъездный жилой дом из двух секций 101-08 и одной секции 101-07 на 105-108 квартир;
111-101-20: девятиэтажный четырёхподъездный жилой дом из двух секций 101-08 и двух секций 101-07 на 140-144 квартир;
111-101-40: пятиэтажный трёхподъездный жилой дом из двух секций 101-03 и одной секции 101-04 на 57-60 квартир;
111-101-41: девятиэтажный двухподъездный жилой дом из двух секций 101-08 на 72 квартиры;
161-101-21, 161-101-22: пятиэтажное одноподъездное общежитие или жилой дом для малосемейных на 39-40 квартир с составом квартир 1-2-1-1-1-1-2-1.
Санузлы раздельные с поперечно расположенной ванной и местом для установки стиральной машины. Все квартиры оборудованы балконами. В 9-этажных домах есть дополнительные балконы на 5-9 этажах. Окна в домах постройки 1984-1994 гг. использовались с узкой деревянной форточкой без остекления, аналогичной форточкам окон серии 4570 (проекты 4570-73/75, -73/45, -81/75, -75/82Т и т.п.), но расположенной сбоку в одностворчатом окне (в 1990 г. две сплошные деревянные створки в форточке были заменены одной решётчатой). С 1994 года использовались обычные окна с остеклёнными створками. Кстати, у последних модификаций 4570 (проекты 4570-81/75-400, -81/45-400, некоторых -81/75, -81/45, с 1988 года по 1994) были уменьшены оконные проёмы в панелях до размеров проёмов в серии 111-101 и использовались окна от неё же.

## Преимущества и недостатки
Преимущества серии — просторные квартиры, крупные санузлы и кухни, квадратные гостиные. Возможность выделить общий тамбур для квартир на площадке.
Недостатки: у отдельных домов — низкое качество сборки на местах. Тесная спальня в трёхкомнатной квартире.

## Распространение
Дома 101 серии строились по всему СССР, преимущественно в военных городках и у военных баз. В Москве есть один дом на улице Вешних Вод.
- фото домов серии п-101 и их планировки
- Серия 101 — описание модификаций[неавторитетный источник]
- Серия 101 — описание модификаций, планировки и фотографии[неавторитетный источник]
- Типовой жилой дом серии П-101[неавторитетный источник]